# Arthur Drews
Arthur Drews (1. listopadu 1865, Uetersen, Německo – 19. července 1935, Achern) byl německý filosof, spisovatel a reprezentant monistických myšlenek.

## Literární díla
- Die deutsche Spekulation seit Kant, 2 vols., 1893
- Die Petruslegende, 1910
- Das Markusevangelium, 1921
- Einfuehrung in die Philosophie, 1922
- Psychologie des Unbewussten, 1924
- Deutsche Religion, 1934